# توماس جونز (شاعر)
توماس جونز (بالإنجليزية: Thomas Hughes Jones)‏ (و. 1895 – 1966 م) هو شاعر، وروائي ويلزي، ولد في ويلز، توفي عن عمر يناهز 71 عاماً.

## التعليم
تعلم في جامعة أبيريستويث
.